# Edifici al carrer Reus, 3 (Ginestar)
L'Edifici al carrer Reus, 3 és una obra de Ginestar (Ribera d'Ebre) protegida com a Bé Cultural d'Interès Local.

## Descripció
Gran casalici situat al carrer de Reus, molt proper a la plaça del Pla del Pou, eix vertebrador de la vila de Ginestar. L'edifici és de planta quadrangular i té una distribució de planta baixa i tres pisos. El parament de la façana principal és estucat, imitant filades de carreus ben escairats. El darrer nivell, en canvi, està arrebossat i pintat. La façana principal té una composició de tres eixos vertical amb totes les obertures d'arc de llinda menys el portal, que és d'arc deprimit còncau. Aquest, situat a l'eix central de la planta baixa, on hi destaca un gran sòcol, queda flanquejat per dues finestres de reduïdes dimensions. El primer i el segon pis, compten amb tres balcons amb barana de ferro forjat decorada amb motius clàssics. El darrer nivell, té tres balcons d'ampit situats sobre una línia d'imposta, que permet diferenciar aquesta planta de la resta. La coberta del conjunt és de teula àrab i té una inclinació de dos aiguavessos.